# Mariä Himmelfahrt (Gostkowo)

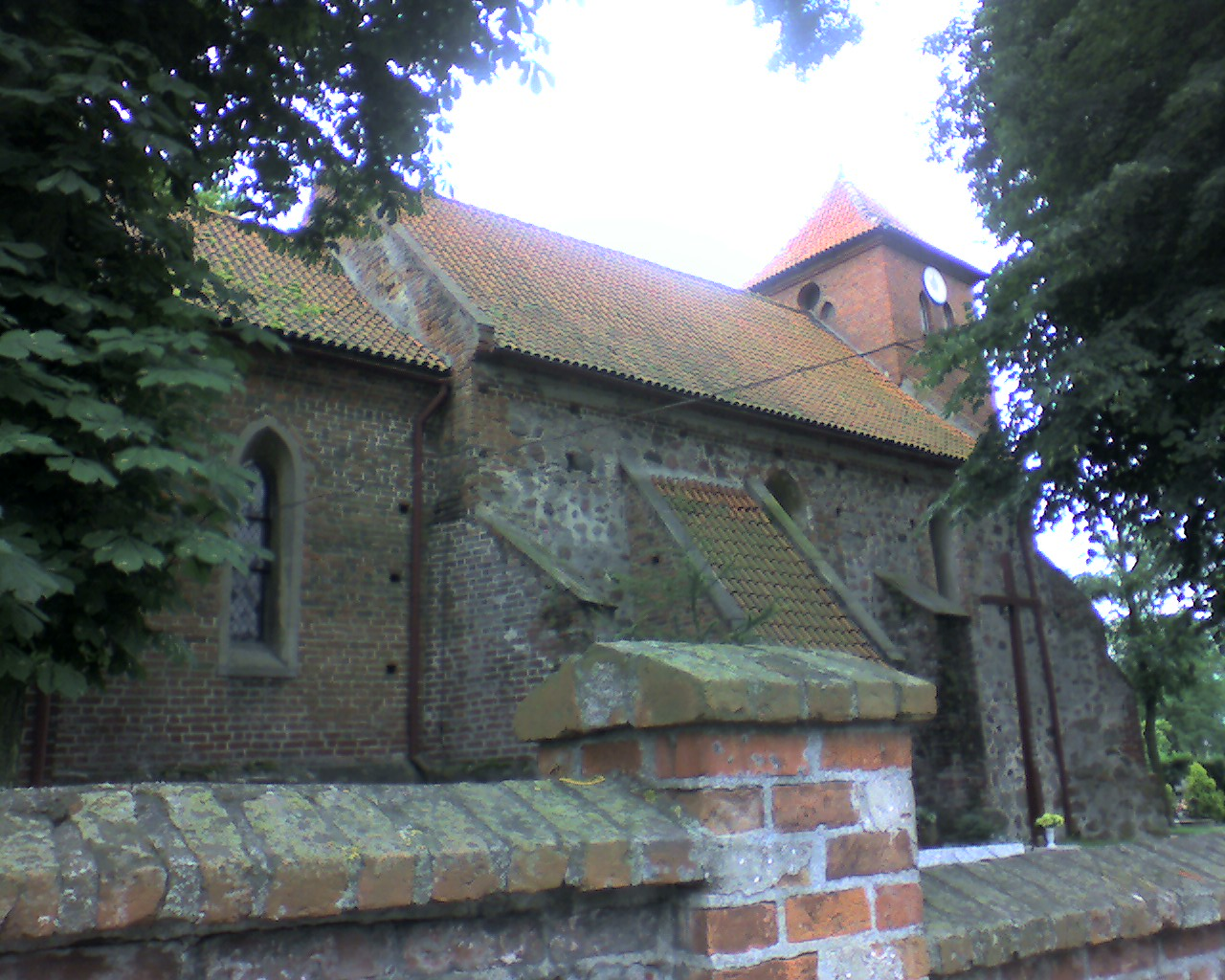
Mariä Himmelfahrt in Gostkowo

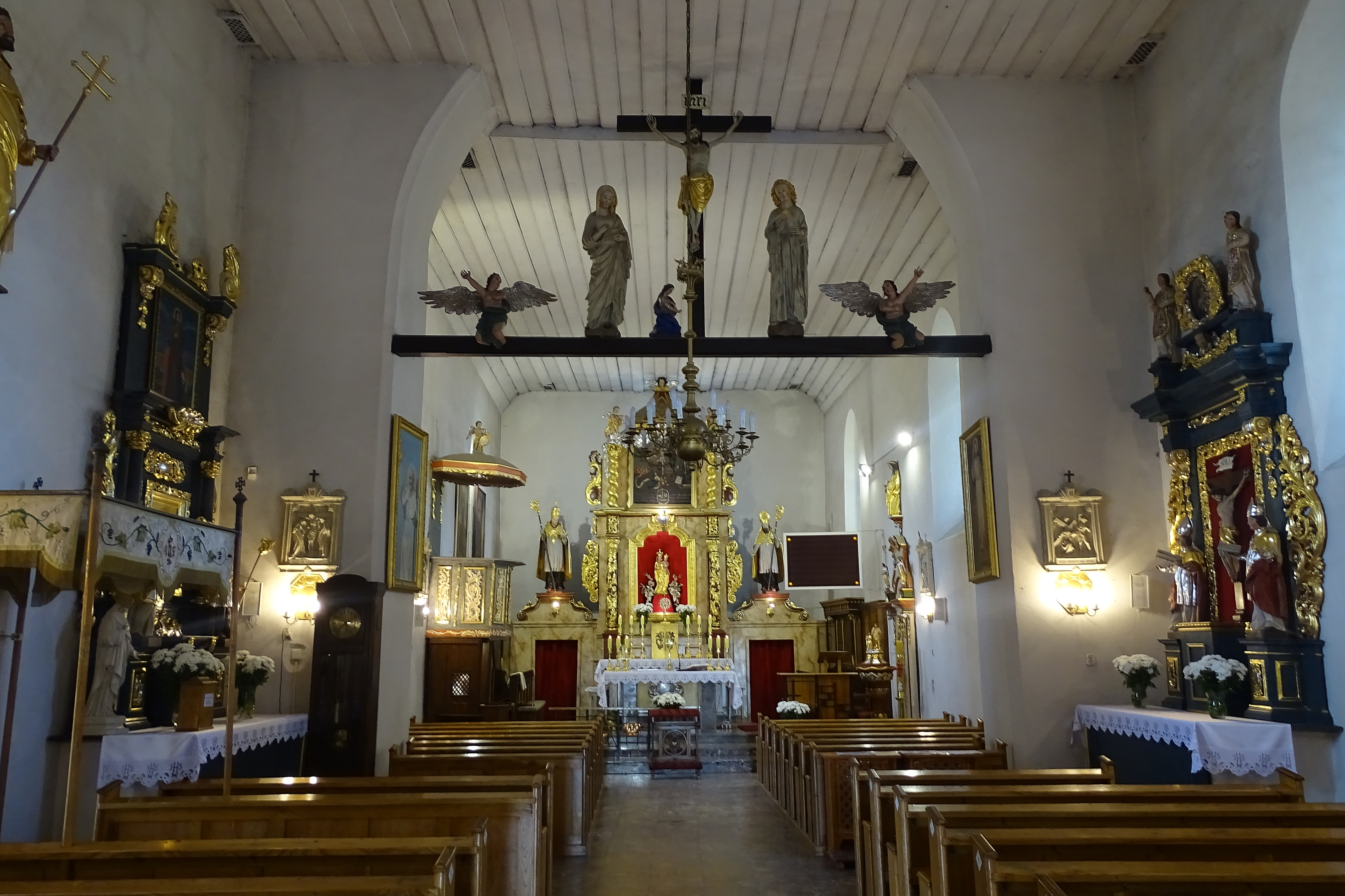
Innenansicht

Die Kirche Mariä Himmelfahrt (polnisch Kościół Wniebowzięcia Najświętszej Maryi Panny) in Gostkowo (deutsch Gostgau), einem Ort in der Gmina Łysomice in der polnischen Woiwodschaft Kujawien-Pommern, ist eine römisch-katholische Pfarrkirche.

## Geschichte
Der Chor stammt wohl aus dem ersten Viertel des 14. Jahrhunderts und wurde als eigenständige kleine Saalkirche aus Backstein mit schräg stehenden westlichen Strebepfeilern erbaut. Der wendische Verband sowie die Form des Ostgiebels deuten auf eine Bauzeit im frühen 14. Jahrhundert hin. Das Langhaus in Feldstein wurde nur wenig später angefügt. Auch der schmucklose Ostgiebel zeigt an, dass man ihn an den schon bestehenden Chor anfügte. Dies ist ein Beleg dafür, dass Feldsteinmauern nicht unbedingt älter sind als Backsteinmauern. 
Der Westturm wurde 1925 errichtet. Heute finden Gottesdienste auch in der Kapelle in Turzno (Tauer) statt.

## Beschreibung
Das Langhaus ist ein ungewölbter Saalbau mit Strebepfeilern. Flache Mittelstreben teilen die Längswände in zwei Abschnitte mit je einem Fenster. Im Westen befindet sich ein gestuftes Portal.
Die Kirche hat einen eingezogenen Rechteckchor mit Strebepfeilern. Die südliche Längsseite des Chors ist durch Streben in zwei Abschnitte mit jeweils einem Fenster geteilt. Der Chor hat ein weiteres Fenster im westlichen Teil der Nordseite. Das hohe Mittelfenster der Ostseite ragt in den Giebelbereich hinein. Die schmale und schmucklose Sakristei ist später an die Nordseite des Chors angebaut worden. Der Ostgiebel war ursprünglich fünfachsiger Giebel mit durchlaufenden Spitzbogenblenden. Die drei mittleren Blenden besaßen noch aufgelegte Lanzetten. Die oberen Giebelbereiche sind abgebrochen.

## Ausstattung
Bemerkenswert ist die Madonna von Gostków, eine gotische Holzskulptur am Hauptaltar, die 1420 in einer Thorner Werkstatt gefertigt wurde.